# Girolamo Sartorio
Girolamo Sartorio (1630/1640 - april 1707), ook wel geschreven als Hieronimo Sartorio, was een Italiaanse architect. Hij was voornamelijk werkzaam in Duitsland en stond bekend om zijn ontwerpen voor operatheaters, waarbij hij niet alleen de gebouwen ontwierp maar ook de decors en toneelapparatuur. De stijl van Sartorio was beïnvloed door Palladio.

## Afkomst
Sartorio had vijf broers, waaronder de componisten Antonio (circa 1630-1680) en Gasparo (1625/1626-1680). Girolamo's geboortedatum is onbekend, maar het is aannemelijk dat hij in de jaren '30 of begin jaren '40 is geboren. Gewoonlijk wordt aangenomen dat de familie Sartorio afkomstig was uit Venetië, alhoewel ook Padua een mogelijkheid is.

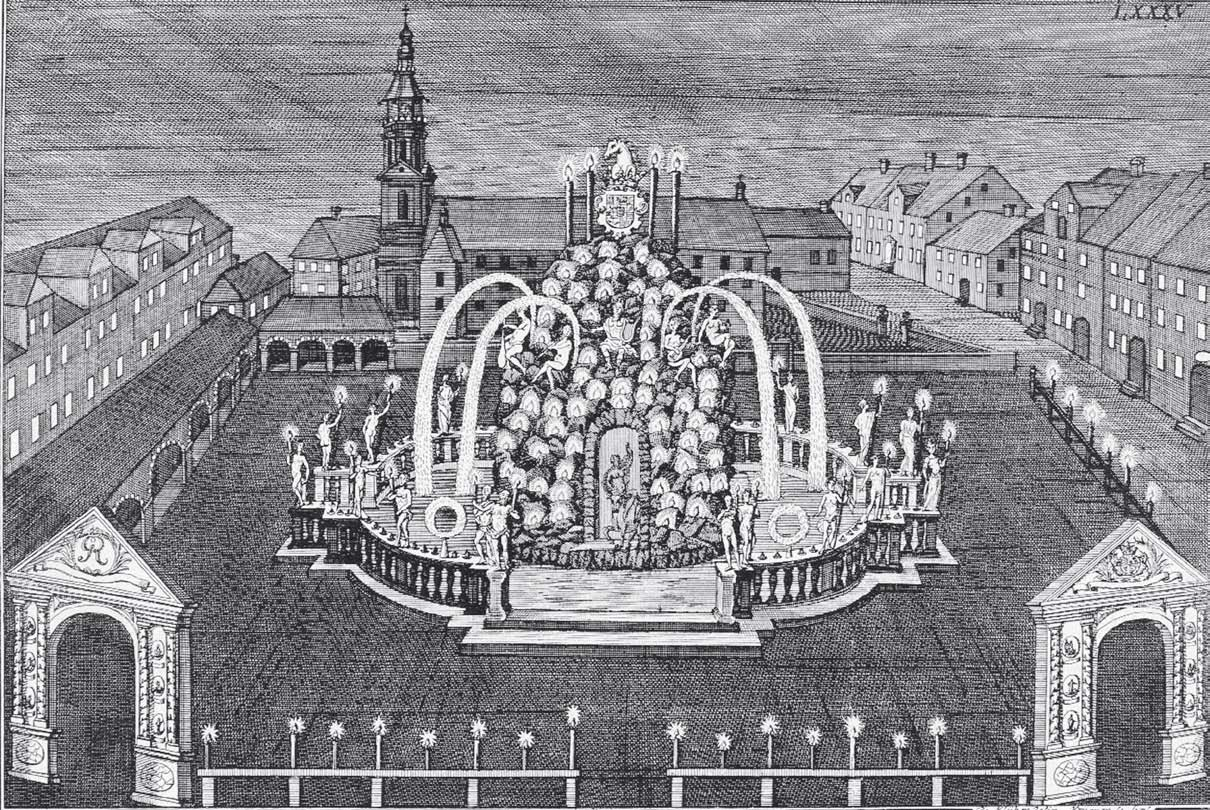
De Parnassusfontein op de Neustädter Markt.

Hij zal als architect zijn geschoold in meerdere vakgebieden, waaronder schilderen en techniek. Hierdoor hoefde zijn carrière zich niet te beperken tot alleen architectuur maar kon hij ook aan de slag als ontwerper bij de destijds steeds populairder wordende opera. Een vermelding in 1658 dat ene Hieronimus Sartorius een vergoeding ontving voor decorschilderingen aan het hof te Innsbruck, zal naar alle waarschijnlijkheid betrekking hebben op Sartorio.

## Hannover (1667-1685)
Van 1667 tot 1685 was Sartorio in Hannover in dienst als hofarchitect van hertog Johan Frederik en diens opvolger Ernst August. Mogelijk was Girolamo zijn broer Antonio nagereisd die in 1666 in Hannover als kapelmeester was begonnen.

### Huwelijk en kinderen
Op 17 juni 1673 trouwde Sartorio met Gertrud Emerentia, dochter van de Hannoverse patriciër Erich von Wintheim. Sartorio vroeg een maand later meteen het burgerrecht van Hannover aan en kreeg dat op 5 mei 1674 toegekend.
Het echtpaar zou vier kinderen krijgen. Het ging om twee zonen en twee dochters:
- Giovanni Federico[3] (1674), waarschijnlijk vernoemd naar hertog Johan Frederik. Deze zoon zou later nog een belangrijke rol gaan spelen in de ontwikkeling van de opera in Praag.[4]
- Casparus Antonius (1676), vernoemd naar Sartorio's twee broers.

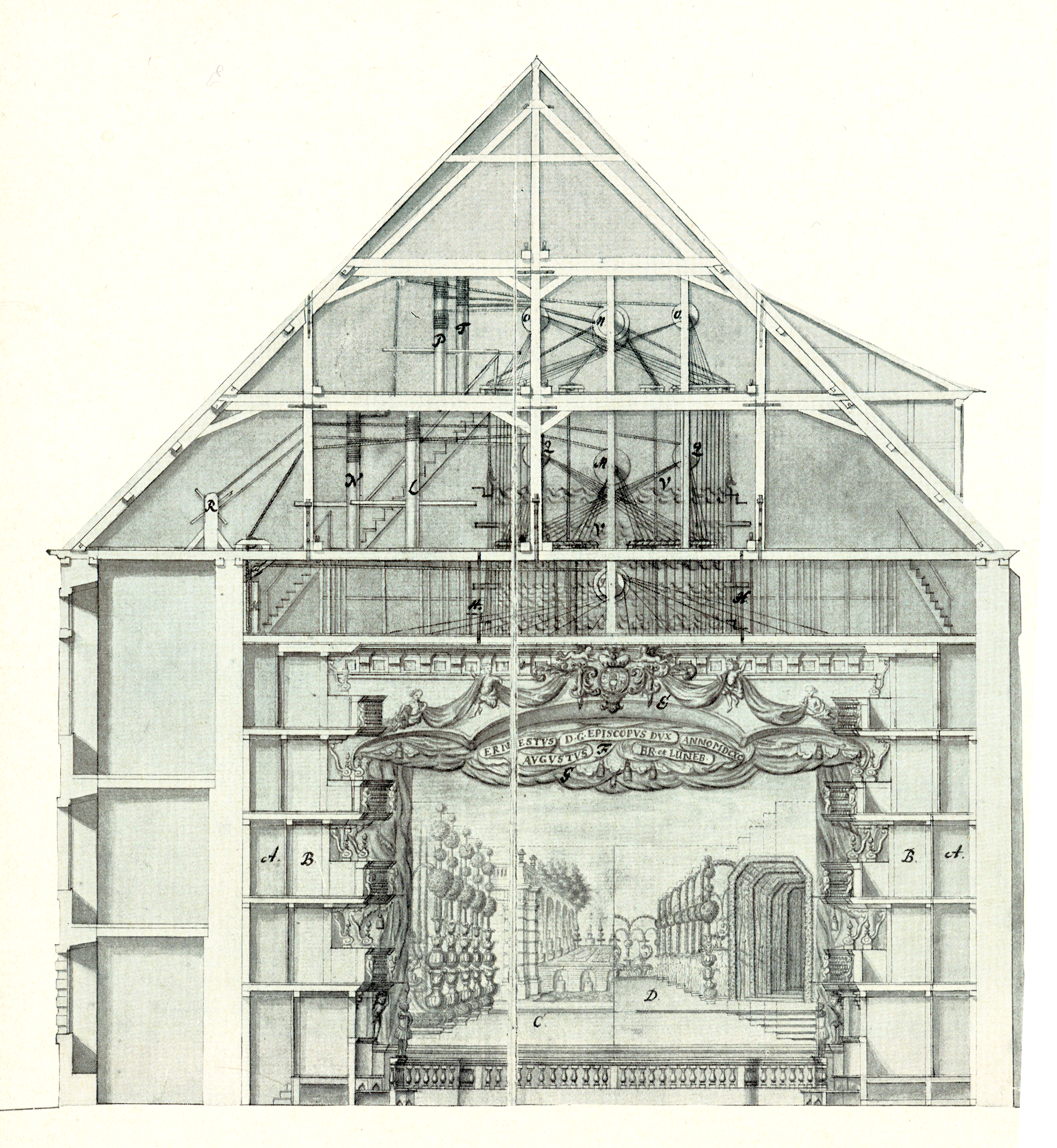
Tekening uit 1746 van het Leineslottheater te Hannover.

- Bartholda Emerentia
- Dorothea Margaretha

### Werkzaamheden
Sartorio was betrokken bij de uitbouw van het hertogelijk zomerverblijf te Herrenhausen, inclusief de ontwikkeling van de tuinen aldaar. In de Hannoverse wijk Calenberger Neustadt was hij verantwoordelijk voor de bouw van de nieuwe Johanneskerk in de jaren 1667-1670 en in 1671 ontwierp hij de Parnassusfontein die op de Neustädter Markt werd geplaatst. 
Verder werkte Sartorio aan het verbeteren van het Leineslot, het paleis waar de hertog resideerde. In 1676 begon Sartorio aan de bouw van een operatheater in de zuidoostelijke vleugel, waar zich tevens de almaar uitdijende bibliotheek van Gottfried Wilhelm Leibniz bevond. Sartorio was van mening dat deze bibliotheek daarom het beste verplaatst kon worden naar het oude theater, de Commediensaal. Dat was echter tegen het zere been van Leibniz, die zich beklaagde over het plan van Sartorio. Uiteindelijk werd het operatheater begin 1678 officieel geopend. 

### Hamburg: Oper am Gänsemarkt

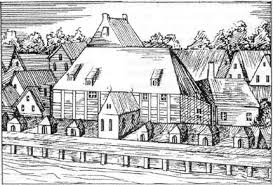
De Oper am Gänsemarkt te Hamburg.

Hannover was niet de enige locatie waar Sartorio aan een operatheater werkte. Zo werd hij in 1677 aangetrokken als architect voor het nieuwe operahuis Oper am Gänsemarkt te Hamburg. Dit in vakwerkbouw opgetrokken theater opende zijn deuren op 2 januari 1678. 

### Theater in Amsterdam
Dirck Strijcker was als zoon van de Nederlandse consul opgegroeid in Venetië en had daar kennisgemaakt met operamuziek. Terug in Amsterdam begon Strijcker met het organiseren van een opera-opvoering, maar hij kreeg aanvankelijk veel tegenstand van predikanten en regenten. Op 27 oktober 1679 kreeg hij stedelijke toestemming voor opvoeringen in de Schermschool, maar al begin november werd bepaald dat het beter was om een nieuw theater te bouwen aan de Leidsegracht.   
Strijcker trok voor het ontwerp van het nieuwe theater Girolamo Sartorio aan. Waarschijnlijk hielp het dat Strijcker nog steeds goede contacten had in Venetië, waaronder met de aldaar aanwezige entourage van Sartorio's toenmalige werkgever, hertog Johan Frederik.   
Sartorio was in 1680 persoonlijk aanwezig tijdens de bouwwerkzaamheden. Dat hij in Hannover kon worden gemist had waarschijnlijk te maken met de machtsoverdracht na het overlijden van hertog Johan Frederik in december 1679. Diens broer Ernst August werd nu de nieuwe hertog en deze greep de machtswisseling aan om het hof om te laten schakelen van katholiek naar protestant. Sartorio werd begin 1680 nog wel betrokken bij de organisatie rondom de begrafenis van Johan Frederik, maar in de hiernavolgende rommelige periode was er tijdelijk geen behoefte aan zijn bijdrages als architect en kon hij zonder problemen in Amsterdam blijven.   
Op 1 oktober 1680 verzocht het Amsterdamse stadsbestuur aan hertog Ernst August of Sartorio nog wat langer mocht blijven: de technische apparatuur en decors waren namelijk nog niet voltooid. Uiteindelijk volgde op 31 december 1680 de officiële opening van het in hout gebouwde operahuis.

### Muziekzomer in Hannover
In de zomer van 1681 vond in Hannover een herleving plaats van muziekuitvoeringen. Een van de opvoeringen betrof de opera Helena rapita da Paride. Deze opera was in mei van dat jaar in Amsterdam in productie gegaan maar wegens financiële problemen al een maand later stilgelegd. De opera was nu naar Hannover overgebracht, waarschijnlijk inclusief de door Sartorio ontworpen decors en toneelapparatuur.  
In de drukke muziekzomer van dat jaar was Sartorio overigens ook nog verantwoordelijk voor de decors en techniek van andere muziekopvoeringen in Hannover.  

### Brussel?
De landvoogd van de Zuidelijke Nederlanden, Alessandro Farnese, was een liefhebber van opera. Hij was bekend met Venetië, had contacten met het hertogelijke huis te Hannover en liet in 1681 een opera opvoeren van Antonio Sartorio.  
Begin 1682 werd het theater Académie de musique geopend. Het vermoeden bestaat dat Girolamo Sartorio bij de bouw betrokken was, alhoewel directe bewijzen hiervoor ontbreken.  

### Laatste jaren in Hannover
Nadat de protestantse hertog Ernst August in 1680 de macht had overgenomen in Hannover, nam het muziekleven aan het hof een andere wending. De katholieke invloed werd teruggedrongen, Italiaanse musici werden ontslagen, en er vonden nauwelijks meer opera-uitvoeringen plaats. De hertog zelf was ook veelvuldig afwezig. Sartorio beperkte zich vooral tot werkzaamheden aan het hertogelijk paleis en het buiten te Herrenhausen.   
Sartorio verliet in 1685 het Hannoverse hof. Mogelijk was hij al eind 1684 vertrokken, aangezien hij niet meer als betrokkene wordt genoemd bij de grote theateruitvoeringen voor het huwelijk van Sophie Charlotte in oktober van dat jaar. Onbekend is waarom Sartorio vertrok, maar de gewijzigde werkomstandigheden onder hertog Ernst August zullen hier waarschijnlijk een belangrijke rol hebben gespeeld.  

## Erfurt (1685/1691-1707)
Het is niet geheel duidelijk wat Sartorio deed na zijn vertrek uit Hannover in 1685. Algemeen wordt aangenomen dat hij in Erfurt aan de slag ging als architect, maar het is onbekend of dat direct plaatsvond in 1685. Waarschijnlijker is dat hij zich op zijn vroegst pas in 1691 in deze stad vestigde. Het blijft echter onbekend wat hij dan precies deed in de tussenliggende jaren.   
Sartorio bouwde in Erfurt in de jaren 1696-1697 het Packhof en vanaf 1697 diende hij als Oberbaumeister voor de aanleg van militaire barakken. Tevens was hij betrokken bij de bouw van het gouverneurshuis. In 1697-1698 verkreeg hij een eigen huis in de handelswijk van Erfurt en verbouwde dat tot brouwerij.    
In 1704 werd Sartorio verantwoordelijk voor alle militaire bouwprojecten te Erfurt.   
Tijdens zijn verblijf in Erfurt raakte Sartorio ook betrokken bij projecten in andere steden. Zo speelde hij een actieve rol in de ontwikkeling van operagebouwen in Leipzig en Weimar en waren er plannen voor een opera in Praag.   

### Opera in Leipzig
In 1692 raakte Sartorio betrokken bij de plannen van Nicolaus Adam Strungk, kapelmeester aan het hof te Dresden, voor een nieuw operahuis in Leipzig. Strungk had van 1682 tot 1686 in Hannover gewerkt onder hertog Ernst August en was daar, net als Sartorio, gefrustreerd geraakt over de onprettige werkomstandigheden. Aan het hof te Dresden was er wél ruimte voor opera, met dank aan de keurvorsten Johan George III en diens opvolger Johan George IV.
Johan George IV gaf in 1692 toestemming aan Strungk om in Leipzig een operahuis te beginnen, met uitvoeringen tijdens de drie grote jaarmarkten. Eerst werd gezocht naar een geschikt gebouw, maar al snel werd besloten om een apart operatheater te bouwen. Sartorio werd aangetrokken als architect, maar hij kon niet direct aan de slag omdat er nog geen bouwgrond was gevonden. Op 24 januari 1693 tekenden Strungk en Sartorio het contract waarin zij samen als operadirectie werden aangesteld voor een periode van tien jaar. Drie dagen later konden ze ook het huurcontract afsluiten voor bouwgrond aan de Brühl. Sartorio was als architect overigens ook verantwoordelijk voor het ontwerp van de decors en de toneelapparatuur.
Op 8 mei werd het nieuwe theater Neuen Schau-Platze geopend tijdens de Paasmarkt. Als openingsstuk werd Strungks opera Alceste opgevoerd. Sartorio was al bekend met Alceste, want hij was enkele jaren daarvoor in Hannover als decorontwerper betrokken geweest bij de uitvoering van deze opera.
Strungk overleed in 1700. Zijn erfgenamen kwamen nu in conflict met Sartorio en diens zoon Giovanni Federico, die samen de leiding over het operatheater hadden overgenomen. Uiteindelijk liep in 1703 het tienjarig contract af, waarna Sartorio en weduwe Christine Strungk een nieuw contract met elkaar overeen kwamen. Toen Sartorio in april 1707 overleed nam zijn zoon Giovanni Federico diens aandeel in het operatheater over.

### Een hertogelijk operahuis in Weimar
Ook in Weimar groeide de behoefte aan een eigen operahuis. Hertog Willem Ernst van Saksen-Weimar was dikwijls in Dresden te vinden om muziekuitvoeringen bij te wonen en dit stimuleerde hem om in Weimar zijn eigen operahuis op te richten. In 1696 bouwden Girolamo Sartorio en Nikolaus Dreßler een klein theater van ruim 19 bij 8 meter groot dat op 19 oktober werd geopend, tegelijk met de viering van de verjaardag van de hertog. Sartorio bleef tot 1699 bij dit theater betrokken.

### Plannen voor Praag
Eind 17e eeuw had Nicolaus Strungk ook al plannen om in Praag een operahuis te beginnen. Zijn overlijden in 1700 bracht het project echter tot stilstand en de conflicten in Leipzig tussen weduwe Christine enerzijds en vader en zoon Sartorio anderzijds hadden ook hun weerslag op de ontwikkelingen in Praag. Pas in 1703 werd een serieuze poging ondernomen door Sartorio's zoon Giovanni Federico, die datzelfde jaar het Praagse theater opende met een uitvoering van de opera Libussa. Het is aannemelijk dat er geen nieuw gebouw was opgetrokken, maar dat een bestaand bouwwerk was aangepast.